# Giovanni de Marignolli
Giovanni de Marignolli (latín: Johannes Marignola; en varios anglicismos como John of Marignolli, o John de Florence, fue un notable viajero europeo católico del siglo XIV en la China medieval.

## Biografía

### Primeros años
Giovanni nació, probablemente antes de 1290, en la noble familia florentina de los Marignolli. La familia está extinta desde hace mucho tiempo, pero la Via de' Cerretani, una calle cerca de la catedral de Florencia, llevaba antes su nombre. Giovanni recibió su hábito en la franciscana basílica de la Santa Cruz a una edad temprana. Su trabajo afirma que más tarde ocupó la cátedra de teología en la Universidad de Bolonia.

### Partida
En 1338 llegó a Aviñón, donde el papa Benedicto XII tenía su corte, una embajada del gran kan de Catay —el emperador mongol de la dinastía china Yuan—, llevando cartas al pontífice del propio khan, y de ciertos nobles cristianos alanos a su servicio. Estos últimos representaron que habían estado ocho años —desde la muerte de Juan de Montecorvino— sin un guía espiritual, y que deseaban fervientemente tenerlo. El papa respondió a las cartas y nombró a cuatro eclesiásticos como sus delegados a la corte del kan. El nombre «John of Florence» aparece en tercer lugar en las cartas de encargo. Un grupo numeroso se asoció con los cuatro enviados principales: cuando en Janbalic —dentro del moderno Pekín—, la embajada todavía era treinta y dos de un original de cincuenta. La misión salió de Aviñón en diciembre de 1338; recogió a los enviados tártaros en Nápoles el 10 de febrero de 1339; y llegó a Pera, cerca de Constantinopla, el 1 de mayo. Durante su estancia allí, el emperador bizantino Andrónico III abogó en vano por la reconciliación y la alianza con la iglesia occidental. Partiendo el 24 de junio, navegaron a través del mar Negro hasta Cafa en Crimea, de donde viajaron a la corte de Uzbeg Kan, de la Horda de Oro, en Sarai en el río Volga. El kan los entretuvo hospitalariamente durante el invierno de 1339-1340, y luego los envió con una escolta, a través de las estepas a Armalec, o Almaliq —dentro del moderno condado de Huocheng—, la sede norte de la casa dinástica de Chaghatai. «Allí -dice Marignolli- construimos una iglesia, compramos un terreno... cantamos misas y bautizamos a varias personas, a pesar de que el año anterior el obispo —refiriéndose al obispo de Armalec— y otros seis frailes menores habían sufrido allí un glorioso martirio por la salvación de Cristo».

### En China
Dejando a Almaliq en el invierno de 1341, cruzaron el desierto de Gobi, por Kumul, llegando a Janbalic en mayo o junio de 1342. Fueron bien recibidos por Toghon Temür, el último emperador de la dinastía Yuan en China. Una entrada en los anales chinos fija el año de la presentación de Marignolli por su mención de la llegada de los grandes caballos del reino de los Folang, uno de los cuales medía 11 pies y 6 pulgadas de largo y 6 pies y 8 pulgadas de alto y era negro por todas partes. Marignolli permaneció en Janbalic durante tres o cuatro años, después de los cuales viajó por el sur y este de China hacia Cantón, (también conocida como Guangzhou) abandonando China aparentemente en diciembre de 1347. Le había impresionado la comunidad cristiana en China, su apoyo imperial y la cultura de China.

### Regreso
Llegó a Columbum —Kollam o Quilon en Malabar— en la semana de Pascua de 1348. En este lugar encontró una iglesia de la comunión latina, probablemente fundada por Jordanus Catalani, que había sido nombrado obispo de Columbum (Diócesis de Quilon) por el papa Juan XXII en 1330. Aquí Marignolli permaneció dieciséis meses, después de los cuales procedió a lo que parece un viaje errante. Primero visitó el santuario de Santo Tomás cerca de la moderna Madrás, y luego procedió a lo que él llamó el reino de Saba, y se identifica con el Saba de la Biblia, pero que parece, por varios detalles, haber sido Java. Tomando de nuevo el barco para Malabar en su camino a Europa, se encontró con grandes tormentas. Se refugió en el pequeño puerto de Pervily o Pervilis (Beruwala) en el suroeste de Ceilán; pero aquí el delegado pontificio cayó en manos de «cierto tirano Coya Jaan (Khoja Jahan), un eunuco y un sarraceno maldito», que profesó tratarlo con toda deferencia pero lo detuvo cuatro meses y saqueó todos los regalos y rarezas orientales que llevaba de regreso a casa. Esta detención en Ceilán permitió a Marignolli dar una variedad de curiosidades sobre el monacato budista, las razas aborígenes de Ceilán y otras maravillas. Los lugareños afirmaron que el Pico de Adán, estaba a 40 millas del jardín del Edén, pero no pudo explorar la zona. Después de esto únicamente hay noticias fragmentarias, que muestran que su ruta hacia Europa pasaba por Ormuz, las ruinas de Babel, Bagdad, Mosul, Alepo y de ahí a Damasco y Jerusalén. En 1353, llegó a Nápoles, donde visitó Florencia antes de volver a Aviñón a finales de año. 16] Allí, entregó una carta del gran kan al papa Inocencio VI.

### Últimos años
Al año siguiente el emperador Carlos IV de Luxemburgo, en una visita a Italia, hizo a Marignolli uno de sus capellanes. Poco después, en marzo de 1354, el papa lo nombró obispo de Bisignano, pero no parece haber tenido prisa en residir allí. Parece que acompañó al emperador a Praga en 1354-1355; en 1356 se le encuentra actuando como enviado del papa desde Florencia; y en 1357 está en Bolonia. Ese año, el emperador le llamó para ser consejero e historiador de la corte. A instancias suyas, Marignolli compiló entonces sus Anales de Bohemia.
No sabemos cuándo murió. El último rastro de Marignolli es una carta dirigida a él, que fue encontrada en el siglo XVIII entre los registros de la biblioteca capitular de Praga. El escritor es un arzobispo de Armagh sin nombre, fácilmente identificable con Richard FitzRalph, un enemigo acérrimo de los franciscanos, que había roto lanzas en la controversia con Ockham y Burley. La carta implica que desde Aviñón se había insinuado la intención de enviar a Marignolli a Irlanda en relación con asuntos entonces en debate, un proyecto que despertó la ira de Fitz Ralph.

## Obras
La obra principal de Marignolli fue sus Anales o Crónicas de Bohemia (Cronica Boemorum). Las notas fragmentarias de los viajes orientales de Marignolli contienen a menudo un recuerdo vívido y una descripción gráfica, pero combinados con una excesiva vanidad y un lapsus incoherente de una cosa a otra. Henry Yule describió las digresiones de Marignolli como «como fósiles inesperados en un banco de lodo», pero no tienen la pretensión de ser llamadas una narración, y es sin pequeños esfuerzos que algo como una narración puede ser sacado de ellas. En efecto, el modo en que fueron obtenidos ilustra lo poco que los viajeros medievales pensaron en su publicación: El emperador Carlos, en lugar de instar a su capellán a que escribiera una historia de sus vastos viajes, le encargó la tarea de refundir los Anales de Bohemia y el escribano se consoló salando las cosas insípidas con interpolaciones, à propos de bottes, de sus recuerdos de los viajes asiáticos. A pesar de las secciones de maravillas en la obra, se esfuerza en negar la creencia en la existencia de naciones de monstruos o seres humanos malformados, diciendo que la verdad es que «no existen tales personas como naciones, aunque pueda haber un monstruo individual aquí y allá».
Nadie parece haber notado su trabajo hasta 1768, cuando la crónica fue publicada por Gelasius Dobner. Así, Marignolli parece haber permanecido de nuevo sin leer hasta 1820, cuando un documento sobre sus viajes fue publicado por Meinert, Kunstmann dedicó uno de sus documentos sobre los viajeros eclesiásticos de la Edad Media al relato.